# Kutenholz
Kutenholz (dolnoniem. Kutenholt) – gmina w Niemczech, w kraju związkowym Dolna Saksonia, w powiecie Stade, wchodzi w skład gminy zbiorowej Fredenbeck.